# Jo Andres
Jo Andres, född 21 maj 1954 i Wichita, Kansas, död 6 januari 2019 i Brooklyn i New York, var en amerikansk regissör, författare, koreograf och skådespelare. 
Från 1987 och fram till sin död var hon gift med skådespelaren Steve Buscemi. De har en son tillsammans.

## Filmografi
- Black Kites (1996)
- Trees Lounge (1996)
- The Impostors (1998) (koreograf)